# Andrés Ricciardulli
Andrés Ricciardulli, es un crítico literario y periodista uruguayo. 
Es periodista en el diario El Observador. Participó como jurado del Premio Lussich de Literatura en Uruguay.
Andrés Ricciardulli fue galardonado con el Premio Legión del Libro otorgado por la Cámara Uruguaya del Libro.